# География Южной Америки
Южная Америка — один из шести континентов, расположенный на юге Западного полушария планеты Земля. Материк на востоке омывается Атлантическим, а на западе — Тихим океанами. Панамский перешеек соединяет Южную и Северную Америку на северо-западе. От Антарктиды континент отделён проливом Дрейка.
Линия экватора разделила Южную Америку на два сектора. В экваториальном, тропическом и субтропическом поясах находится большая часть материка, поэтому этот материк считают самым влажным. Давление воздуха над континентом ниже, чем над Атлантическим и Тихим океанами, с которых западные ветры и пассаты приносят много влаги. Бразильское и Гвианское течения усиливают поступающую на материк влажность воздуха.
В Южной Америке находится самая полноводная и самая длинная река мира — Амазонка, озеро — Маракайбо с рекордным количеством ежедневной грозовой активности в мире на юге озера, а также другие озёра — Патус, Титикака, Поопо. На материке богатая фауна.
На территории современного Перу находятся руины «потерянного города инков» — Мачу-Пикчу, которому присвоили звание Нового чуда света в 2007 году.

## Расположение
Южно-Американский континент протянулся от Пойнт Галлинас на Карибском побережье Колумбии до мыса Горн на южной части острова Горн, который находится рядом с Огненной Землей, образуя южную часть Америки. Самая южная точка суши — мыс Фроуард на полуострове Брансуик, южное — Чили. Максимальная ширина континента составляет 5120 км между Пойнт Париньяс (Перу) на западе и Пойнт Кокейрос к северу от Ресифи (Бразилия) на востоке. 5/6 континента находится в южном полушарии, а 2/3 в пределах тропиков.
Самая северная точка материка — мыс Гальинас 12° 25' с. ш. 71° 35' з. д.
Самая южная точка материка — мыс Фроуард 53° 54' ю. ш. 71 ° 18' з. д.
Самая восточная точка материка — мыс Кабу-Бранку 7° 08' 55" ю. ш. 34° 47' 48" з. д.
Самая западная точка материка — мыс Париньяс 4° 45' ю. ш. 81° 20' з. д.
Вдоль северо-западной и западной окраины Южной Америки тянется мощный горный пояс Анд, где высочайший пик — гора Аконкагуа, высота которой 6960 м. Он состоит из субширотных и меридиональных хребтов — Северные, Восточные, Центральные, Западные, Береговые Кордильеры (южноамериканскую часть Кордильер обычно называют Андами), между которыми лежат внутренние плоскогорья и плато (Пуна, Альтиплано — в Боливии и Перу) или впадины.
Патагонские Анды (выс. до 4058 м) находятся в южной части материка и характеризуется активным сейсмическим состоянием и оледенением. Большая часть материка занята Бразильским (г. Бандейра, 2890 м) и Гвианским (г. Неблина, 3014 м) плоскогорьями, разделёнными большой Амазонской низменностью (Амазонией).
К юго-западу от Гвианского плоскогорья лежит низменность Ориноко, на запад и юго-запад от Бразильского плоскогорья — равнины Гран-Чако, Междуречье, Пампа. На крайнем юге до Анд примыкает плато Патагонии (до 2200 м).

## Геологическое строение и рельеф
По характеру геологического строения и особенностями современного рельефа Южная Америка разделена на две части: на востоке — древняя докембрийская Южно-Американская платформа, а на западе — складчатый пояс Анд.
Поднятым участкам платформ — щитам — в рельефе соответствуют Бразильское (восточная часть континента) и Гвианское (северо-восточная часть) нагорья. Их поднятия сопровождалось образованием отдельных плато и горных хребтов с крутыми, почти вертикальными склонами. Наиболее приподнятой и расчлененной является восточная часть Бразильского нагорья, где возникли глыбовые горы — Сьерры. Самая высокая точка Бразильского нагорья — массив Бандейра (2890 м). Самая высокая точка Гвианского нагорья — гора Рорайма (2810 м).
Прогибам Южно-Американской платформы соответствуют гигантские низменные равнины — Амазонская, Оринокская, Ла-Платская. Амазония занимает огромную заболоченную низменность от Анд до Атлантического океана площадью более 5 млн км² и является крупнейшей низменностью на Земле.
Длина береговой линии около 26тыс км.
Запад Анд представляет собой одну из самых высоких горных систем земного шара. Его высота уступает только Гималаям. 20 вершин Анд поднимаются на высоту более 6000 метров, самая высокая из них — гора Аконкагуа (6960 м) находится в Чилийско-Аргентинских Андах. Анды (продолжение Кордильер в Южной Америке) — самая длинная горная система планеты (около 9000 км в длину). 
Формирование Анд началось ещё в палеозое, в герцинскую складчатость. Но основное горообразование в Андах связано с альпийской складчатостью, поэтому Анды — преимущественно молодые горы, образовавшиеся при столкновении литосферных плит на западе материка. В связи с этим в Андах наблюдаются сильная вулканизация (вулкан Льюльяйльяко (6723 м — самый высокий действующий на земном шаре), Чимборасо, Котопахи (исп. Cotopaxi), Сангай (исп. Sangay) — действующий стратовулкан в Южной Америке, Уаскаран и другие) и землетрясения (наибольшие разрушения нанесли землетрясение 1960 года в Чили, в 1970 году — в Перу).
Ледники Анд придают горам различную, часто причудливую, форму. Здесь много гребней и пиков, креслоподобных углублений на склонах гор.
Также, на западном побережье Южной Америки, расположена крупная пустыня Атакама. Она считается второй самой сухой пустыней Земли после сухих долин Мак-Мёрдо.

## Климат
Экватор пересекает Южную Америку в северной части материка. Поэтому, так географически сложилось, что большая часть находится в экваториальном поясе, тропиках  и субтропиках.
Для экваториального пояса характерны обильные осадки в течение года до  5000 мм. и высокая температура воздуха  (+24...+26 °С).  Амазонская низменность и прилегающие склоны Анд относятся к экваториальному поясу.
Субэкваториальный пояс характеризуется годовыми осадками до 2000 мм. жарким влажным летом и сухой жаркой зимой. Восточная и южная часть Амазонской низменности, часть Бразильского плоскогорья,  Гвианское плоскогорье и Оринокская низменность относится к субэкваториальному поясу.
Для тропического пояса характерно дождливое лето. Годовое количество осадков колеблется от менее 100 мм на западе до 2000 мм на востоке.  К тропическому поясу относят северную часть  Ла - Платской низменности,  юго-восточную часть Бразильского плоскогорья. Континентальность климата усиливается на западе. При этом  с востока на запад уменьшается и количество осадков с 1000 мм до 500 мм.
Пустыню Атакаму также относят к тропическому поясу материка. Именно здесь  была зафиксирована самая длительная в истории засуха, которая длилась 4 столетия.
Восточную часть Пампы, а также южную окраину Бразильского плоскогорья относят к расположению в субтропическом поясе. Для него характерна мягкая зима, жаркое лето, годовое количество осадков от 1000 мм на востоке и на западе до 100 мм.
Для умеренного климатического пояса характерна сравнительно тёплая зима и прохладное лето.
Годовое количество осадков колеблется от 5000 мм на западе, до  250 мм на востоке. На западных склонах Анд западные ветры приносят большое количество осадков. На восточной части побережья наблюдаются резкие колебания температуры и незначительные осадки.

## Гидрография
Все крупные реки материка: Амазонка, Мадейра, Пурус,Сан-Франсиску, Ориноко, Арагуая, Негро, Уругвай, Парана с Парагваем  несут свои воды в Атлантический океан. К бассейну Тихого океана относятся короткие горные реки Анд. 
Питание большинства рек Южной Америки дождевое. Лишь некоторые получают дополнительное питание за счет грунтовых вод, таяния снега и льда в горах. Территории внутреннего стока занимают небольшие площади (всего 6 %).
Амазонка — крупнейшая в мире и первая по длине, а также самая полноводная река планеты. Она имеет крупнейший в мире бассейн (около 7 200 000 км²), в котором может разместиться почти вся Австралия. Истоки Амазонки — в Андах, после их слияния река несколько тысяч километров течёт по равнине. Питается Амазонка дождевыми водами, она имеет более 500 притоков. Левые и правые притоки разливаются летом, но поскольку они расположены в субэкваториальных поясах и Северного и Южного полушарий, то Амазонка полноводная в течение года. Представление о том, какую огромную массу воды, несёт Амазонка, даёт её глубина. В нижнем течении она составляет более 100 м. Река сбрасывает в Атлантический океан в 130 раз больше воды, чем река Днепр. Во время наводнения она разливается на 80-100 км в ширину.
Парана — вторая по величине река Южной Америки, которую коренное население называет «матерью моря». Мутный след реки заметен в Атлантике на расстоянии 100—150 км от берега. По водности Парана занимает шестое место среди крупнейших рек планеты. Парана прокладывает свой путь сквозь крепкие породы фундамента платформы, поэтому для неё обычны пороги и водопады. Живописный водопад Игуасу на притоке с тем же названием приходит с высоты 72 м, разбиваясь на несколько сотен струй и потоков.
Ориноко берет начало из Гвианского плоскогорья, поэтому в её долине очень много крутых склонов и уступов, где образуются водопады. На одном из притоков Ориноко расположен самый высокий водопад мира — Анхель. Его воды спадают с высоты 1054 м. Ориноко также питается дождевыми водами и полноводной бывает с июня по август.
Озеро Титикака — это высочайшее от уровня моря судоходное озеро в мире.

## Флора Южной Америки
Южная Америка является самым разнообразным континентом мира, если брать во внимание флору, в первую очередь благодаря её географическому положению.
Разнообразие её растительного мира увеличивается благодаря высоким горам, особенно Андам, которые простираются с севера на юг вдоль западной части материка.
Южная Америка включает разнообразные биомы, такие как тропические дождевые леса, тропические саванны, чрезвычайно сухие пустыни, леса умеренного пояса и альпийские тундры.
Самыми крупными биомами являются пустыни, саванны и тропические леса. Из-за быстрых темпов обезлесения таких мест, как бассейн Амазонки, некоторые растения могут исчезнуть, прежде чем их зарегистрируют, не говоря уже об изучении.
Биом пустыни является самым сухим биомом в Южной Америке и ограничен, как правило, западным побережьем континента.
Самые большие саванны сосредоточены в таких регионах, как: Серраду, Пантанал и дальше на юг. В южной части Бразилии, Уругвая и северной части Аргентины находятся степные саванны под названием Пампасы.
Хотя некоторые из лесов Южной Америки сухие, большинство из них — это тропические леса, получающие ежегодно 2000-3000 мм осадков. Дождевой лес Амазонки — самый большой в мире тропический лес, он составляет более 3/4 площади лесов материка. Это один из самых богатых растительностью районов планеты, но он быстро разрушается из-за вырубки деревьев, сельскохозяйственной и других видов деятельности человека. Молодые дождевые леса произрастают вдоль юго-восточного побережья Бразилии и в северной части Венесуэлы.
В тропическом климате Южной Америки произрастают многие культуры. Выращивают кешью, бразильские орехи и прочее. Такие фрукты, как авокадо, ананас, папайя и гуава, также дают урожай в тропиках Южной Америки. Две очень важные товарные культуры — кофе и какао, которое является источником какао, основной ингредиент шоколада. Бразилия — крупнейший в мире экспортер кофе, а раньше она была одним из крупнейших экспортеров какао. В 2000 году грибок распространился по многим плантациями какао в Южной Америке, разрушив экономику региона и подняв цены на шоколад. Производство шоколада в Бразилии, Венесуэле и Эквадоре медленно восстанавливается, но большая часть какао в мире сейчас поступает из стран тропической Африки.
Умеренный климат Южной Америки является домом для ряда технических культур и скота. Кукуруза проводится в умеренном климате, а соевые бобы становятся все более прибыльной культурой в пампасах. Засушливый климат пустынь, в прибрежных районах и внутренних регионах по всей Южной Америке, получающих мало осадков, затрудняет сельскохозяйственное производство. Однако в оазисах пустыни выращивают такие интенсивно орошаемые культуры, как рис и хлопок.
Холодные климатические зоны ограничены в производстве теплолюбивых сельскохозяйственных культур, но являются домом для тысяч местных видов картофеля и местного растения киноа — зерновой культуры, выращиваемой для получения съедобных семян. Картофель, сейчас — одна из крупнейших сельскохозяйственных культур в мире. Девяносто девять процентов картофеля, выращиваемого во всем мире, можно отнести к одному виду, который сначала выращивался на архипелаге Чилоэ больше 10 000 лет назад.

## Животный мир
Для животных саванн характерна защитная бурая окраска (спицерогий олень, красная носуха, гривистый волк, страус нанду). Обильно представлены грызуны, в том числе самый крупный в мире — капибара. Многие животные гилеи (броненосцы, муравьеды) обитают и в саваннах. Повсеместны термитники.
На Лаплатской низменности к югу от 30° ю. ш. формируются субтропические степи. В Южной Америке они получили название пампа. Животный мир пампы богат грызунами (туко-туко, горные вискаши). Встречаются пампасский олень, пампасская кошка, пума, страус нанду.
Животный мир тропических пустынь беден. Обитатели высокогорий — ламы, очковый медведь, обладающая ценным мехом шиншилла. Встречается андийский кондор — самая крупная в мире птица с размахом крыльев до 4 м.
Южнее расположены влажные вечнозеленые и смешанные леса. На севере Патагонских Анд в условиях субтропического влажного климата растут влажные вечнозеленые леса на горных бурых лесных почвах. На юге Патагонских Анд в условиях умеренного морского климата растут смешанные леса из листопадных буков и хвойных подокарпусов. Здесь можно встретить оленя пуду, магелланову собаку, выдру, скунса.